# Броневский, Семён Михайлович
Семён Миха́йлович Броне́вский (1763 или 1764, Маньково — 27 декабря 1830 или 17 декабря 1830, Феодосия, Таврическая губерния) — участник русско-персидской войны 1796 г., экспедитор Азиатского департамента Коллегии иностранных дел Министерства иностранных дел, феодосийский градоначальник, историк Кавказа.

## Биография
Выходец из польского дворянского рода. Родился в 1763 году в родовом поместье Маньково под Смоленском. В 1778 году поступил в Шкловское благородное училище, по окончании которого в течение нескольких лет был инспектором классов. В начале 1790-х гг. Броневский приезжает на Кавказ и начинает службу в должности дежур-майора при графе В. А. Зубове.
В 1796 году Броневский участвует в Персидском походе, по окончании которого был назначен в состав миссии в Константинополе, занимавшейся заключением русско-турецкой конвенции (1800 год). Вернувшись на Кавказ, Броневский перешёл на гражданскую службу и был назначен правителем канцелярии при кавказском главнокомандующем князе П. Д. Цицианове, а после замены Цицианова Гудовичем — продолжил исполнять эти обязанности и при последнем. Затем Броневский получил назначение в Санкт-Петербург, где был определён в Секретную экспедицию Коллегии иностранных дел, а в 1806 году назначен экспедитором Азиатского департамента Коллегии иностранных дел. В 1803—1804 годах министр иностранных дел князь А. А. Чарторыйский поручил Броневскому составить справочник об истории дипломатических сношений России с Кавказскими государствами и Персией; работа затянулась на несколько лет.
В 1808 году Броневский получил новое назначение — ему предстояло ехать в Крым и занять должность градоначальника Феодосии. Благодаря его усилиям в Феодосии был открыт Музей древностей (ныне Феодосийский краеведческий музей), одновременно Броневский занимался сбором материалов для своей книги по истории Кавказа.
В 1816 году у Броневского вспыхнул конфликт с таможенными чиновниками и греческими купцами, и он был вынужден подать в отставку. Поселившись на своей даче под Феодосией, он много занимался литературными трудами, состоял в переписке со многими выдающимися российскими деятелями, в августе 1820 года у него останавливался А. С. Пушкин (в память о том событии установлена мемориальная доска), в письме к брату назвавший того «человеком почтенным по непорочной службе».
Дюбуа де Монпере обвинял С. М. Броневского в том, что градоначальник пожелал разместить в своём поместье самые красивые колонны, предназначенные для церкви. Это обвинение Броневского не разделяли многие, знавшие градоначальника.
О честности Броневского писал и Ф.Вигель, встречавшийся с ним в 1823 году, называя причиной опалы градоначальника его независимый характер и «его жалостливость» по отношению к «рабам греческих купцов» и «происки греческой партии».
В 1823 году благодаря протекции графа Н. П. Румянцева, первый раздел (географический) книги Броневского о Кавказе увидел свет в двух частях Второй раздел (исторический) тогда опубликован не был, а был напечатан по сохранившемуся списку в Иранском кабинете Санкт-Петербургского Института востоковедения: «Исторические выписки о сношениях России с Персиею, Грузиею и вообще с горскими народами, в Кавказе обитающими, со времён Ивана Васильевича доныне». СПб., 1996.
Броневский был награждён орденами Святого Владимира 4-й степени и Святой Анны 2-й степени.
Умер С. М. Броневский 27 декабря 1830 года, в Феодосии. Его дача со всем имуществом и архивом была в 1838 году продана кавказскому герою П. С. Котляревскому; значительная часть архива погибла при пожаре в 1905 году, а остатки были сожжены в 1930-х годах при устройстве санатория.